# 珙桐街道
珙桐街道，是中华人民共和国贵州省毕节市纳雍县下辖的一个街道办事处。
2019年8月8日，设置珙桐街道。辖原居仁街道的白水河社区、良丰社区、家猫社区。

## 行政区划
珙桐街道下辖以下地区：
白水河社区、良丰社区、家猫社区。